# Berekum

Berekum är en ort i västra Ghana. Den är huvudort för distriktet Berekum, och folkmängden uppgick till 56 414 invånare vid folkräkningen 2010. Många omgivande samhällen är sammanväxta med Berekum, eller ligger i omedelbar närhet, och storstadsområdet har ungefär dubbelt så många invånare som själva Berekum. Emmanuel Agyemang-Badu och John Paintsil, båda landslagsspelare i fotboll, kommer från Berekum.